# تشارلز روبرت فرنسيس
تشارلز روبرت فرنسيس (بالإنجليزية: Charles Robert Francis)‏ هو عسكري أمريكي، ولد في 19 مايو 1875 في Doylestown, Pennsylvania ‏ في الولايات المتحدة، وتوفي في 15 يوليو 1946 في كاليفورنيا في الولايات المتحدة.